# オッペン化粧品
オッペン化粧品株式会社（オッペンけしょうひん）は大阪府吹田市岸部南二丁目に本社を置く、化粧品（スキンケア・メークアップ・ヘア＆ボディケア）・健康食品などの製造・販売をおこなう企業である。
企業名の「オッペン」は、「オープン」とドイツ語の「オペ（手術）」を組み合わせた商標である。

## 会社概要
関西地方を地盤とする化粧品メーカーの一社。訪問販売系の化粧品メーカーの中では古参の部類に入る企業の一つとして知られる。近年は化粧品のみならず、医薬部外品や健康食品などの比率が高くなっている。
近年はなくなったが、かつては朝日放送制作により、現在もテレビ朝日系で日曜昼に放送中の「新婚さんいらっしゃい!」に代表されるように、多数のスポンサー番組を持っていたことで知られる。
その他、本社内にオッペン・エステティックアカデミーを持ち、現在では大都市に多く見られるエステティック・サロンの走りとなる企業としても知られ、1970年代から1980年代には千里セルシー内や六本木共同ビル内などにエステティック・サロン（世間でまだエステティックという言葉が出回る前の時代）のゴールデン・ドアを開設していたこともある。
現在のロゴは1993年から使用している。それまでは特徴的な書体のロゴ及び放射型（いわゆるウニのような形）の社章を使用していた。なお、2010年8月13日-15日に京セラドーム大阪で行われた阪神対ヤクルトの試合でバックネットに掲出した広告は旧ロゴのものであった。

## 沿革
- 1953年9月18日  山下一明[注 1]が「山下美容化学研究所」として化粧品製造販売を開始。
- 1954年 「マーナ・アーデン美容化学研究所」に名称変更。
- 1957年11月6日 龍宝堂製薬株式会社設立。販売部門の名称をオッペン化粧品本舗とする。
- 1959年 本社を吹田市岸部に移転・工場併設。
- 1960年 「外販制度」導入。
- 1963年 新工場増設。美容情報誌「オッペン美容新聞」（のちの「ビューティニュース」）創刊。「フルール会」発足。
- 1964年 「オッペン信条」制定。
- 1965年 外販員向け情報誌「研究会」創刊。
- 1966年  山下一明[注 1]「近畿化粧品工業会」理事に就任。
- 1967年 「償還制度」・「指導員システム」発表。本社・工場増設。
- 1970年 「千里工場」完成。テレビ番組「ベルトクイズQ＆Q」「火曜洋画劇場」提供。
- 1971年 「中央研究所」竣工・ネオン塔第1号掲上。テレビ番組「新婚さんいらっしゃい!」提供開始。
- 1973年 「訪販化粧品工業協会」設立、山下静夫が理事に就任。
- 1977年1月 龍宝堂製薬株式会社から販売部門を分離し、オッペン化粧品株式会社設立。
- 2003年11月 龍宝堂製薬株式会社と合併。
- 2009年6月 前社長の甥である松田直大が、3代目社長に就任。前社長の山下聰一郎は会長に。
- 2010年7月 株式会社ハッピーヘルツ設立。
- 2013年9月 瀧川照章が、4代社長に就任。

## CMに起用された芸能人
- 有馬稲子
- 菅野美穂
- 永井真理子
- 長谷川理恵
- 沢田知可子（CMソング「幸せになろう」を熱唱するシーンが放映された）
- 本田美奈子（CMソング「つばさ」を熱唱するシーンが放映された）
  - テーマソングに遊佐未森、つのだ☆ひろなどを起用していたこともある。

## スポンサー番組

### 現在
- 1996年3月末に『月曜ドラマスペシャル』（TBS）のスポンサーを降板して以後、全国ネットのテレビ提供は行っていない。

### 過去
全国ネット
- TBS系列の全国ネット番組『ベルトクイズQ&Q』（1970年～1980年）
- TBS系列の全国ネット番組『愛の劇場』（複数社提供時代）[注 3]
- 『火曜洋画劇場』[注 3]（1970年～）
- 朝日放送制作・テレビ朝日系列（腸捻転時代はTBS系列）の全国ネット番組『新婚さんいらっしゃい!』[注 3]（番組自体は放送中）
  - 初回放送の1971年から1995年9月末までスポンサーを務め[注 4]、番組出場者には景品を贈呈された。当番組が『全日本大学女子駅伝』（大阪・朝日放送主催時代）で休止した際には、差し替えて提供した事があった（60秒・1993年など）。提供読みは、「未来を見つめるオッペン化粧品」。
- 『月曜ロードショー』（後の『ザ・ロードショー』→『火曜ロードショー』→『火曜ビッグシアター』→『水曜ロードショー』）や『情報スペースJ』（後の『スペースJ』）→『月曜ドラマスペシャル』などTBSの全国ネット番組
- 『日曜ロードショー』（1983年～）
- 毎日放送制作[注 5]・TBS系列の『世界まるごとHOWマッチ』開始当時から数年間提供（22時台から20時台に移動後もしばらく提供）
- 毎日放送制作[注 5]・TBS系列の『木曜座』
- 毎日放送制作[注 5]・TBS系列の『妻そして女シリーズ』
- 毎日放送制作[注 5]・TBS系列の『甦るマヤ・1990〜密林に眠る大王を探して〜』（1990年9月2日放送）
- 日本テレビの『水曜ロードショー』（1984年4月～1985年9月）
- NETテレビの『土曜映画劇場』（提供開始不明から放送終了まで、後番組『土曜ワイド劇場』にも提供）
- 朝日放送制作分[注 4]を含めたテレビ朝日の『土曜ワイド劇場』（放送開始から1987年3月末まで）

ローカル
- 『日曜洋画劇場』（テレビ愛媛版、愛媛朝日テレビ開局前の1995年3月26日で放送終了）
- 『徹子の部屋』（テレビ朝日） など
  - 2008年12月5日から2009年5月頃まで首都圏限定でCMが放映されていた。なお、このCMは首都圏以外の地域でもホームページで見る事ができた。また、CMソングには本田美奈子.の「つばさ」が使用されていた。

## ネオンサイン

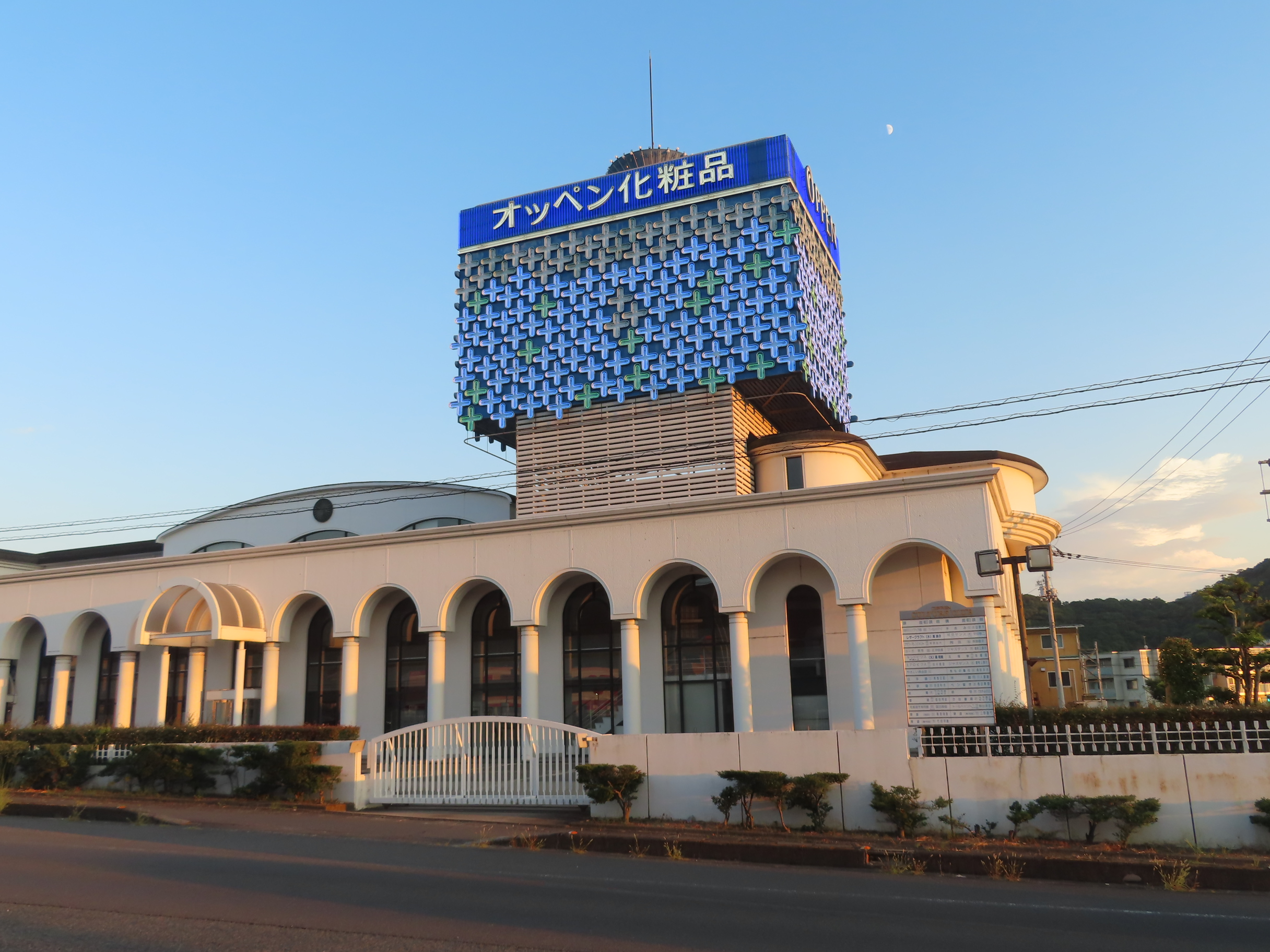
ネオンサインが残るオッペン化粧品香川支店

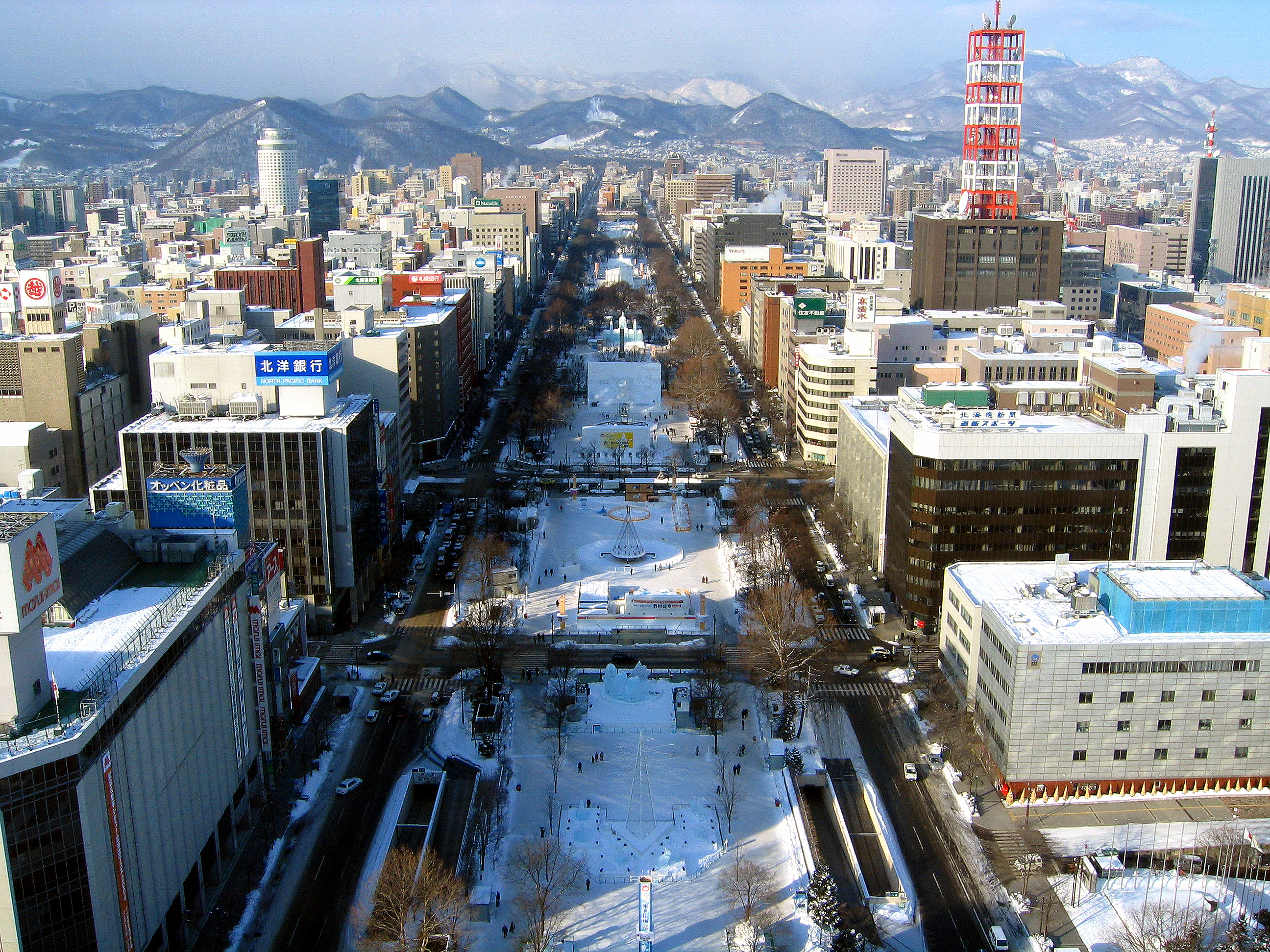
北海道札幌市の大通公園。写真左下の丸井今井札幌本店大通館隣にある「都心ビル」の屋上部にオッペンのネオンサイン看板が設置されていた。（2004年2月撮影）

かつては主要都市の中心街にネオンサインを設置していた。1993年にロゴタイプが変わった事や、同社を取り巻く環境が激変したこともあり、その数は激減すると共に、2021年2月現在は香川県綾歌郡にあるJR四国予讃線宇多津駅近郊の同社香川支店屋上に設置されたネオンサインのみが稼働している。

### かつてあった主な設置場所
- 東京都中央区銀座 - YMOの「テクノポリス」のPVにも登場している
- 東京都新宿区のJR東日本新宿駅東口前
- 大阪市北区梅田
- 大阪市天王寺区の谷町筋　四天王寺南交差点
- 広島市中区の平和大通り
- 北海道札幌市中央区の大通公園
- 北海道札幌市西区の旧オッペン化粧品札幌支店（跡地の現在はエクセルシオール西さっぽろ）
- 北海道函館市本通4丁目の旧・オッペン化粧品函館営業所（現・北海道ゼネラルフーズ本社）
- 北海道旭川市宮下通9丁目・・・現在のトヨタレンタリース旭川駅前店の位置
- 青森県青森市のJR青森駅駅前・・・同市安方1丁目
- 岩手県盛岡市の開運橋東向かい・・・現在のクランズスクエア開運橋[注 7]の位置
- 仙台市青葉区本町・・・第一広瀬ビル屋上
- 山形県酒田市のJR酒田駅前・・・旧ジャスコ酒田店向かい
- 茨城県水戸市のJR水戸駅前・・・旧丸井水戸店[注 8]向かい
- 横浜市中区伊勢佐木町
- 静岡県三島市一番町
- 静岡県静岡市駿河区泉町
- 静岡県浜松市中央区鍛冶町・・・現在のすき家浜松鍛冶町店隣のビル
- 愛知県名古屋市中区栄・・・名古屋テレビ塔付近
- 石川県金沢市の金沢駅西本町2丁目・・・旧同社金沢支店[注 9]　2018年2月頃に撤去解体
- 岡山市北区のJR西日本岡山駅駅前・・・岡山会館屋上　2003年頃に撤去

## その他
- 「妙」（たえ）基礎化粧品
1983年に発売されたスキンケア用化粧品。品目ごとに品名が異なっており（例として化粧水「恵雨（けいう）」、乳液「露芽（ろが）」など）、パッケージは金文字で表記された行書体の品名と植物の絵柄が特徴。現在も9品目が発売されているロングセラー商品である。

- メンズジャパン
1970年代中期に発売された男性用化粧品。1966年に「マウンテンクラス」で男性用化粧品に参入。訪販系の化粧品メーカーが男性用化粧品を発売するのは珍しく[注 10]、同商品が発売された当時、テレビCMが製作されるなど話題になったが、訪販というのが仇になったことや、ロードス、タクティクス、アウスレーゼなどをラインナップしている資生堂、エロイカ、バルカンをラインナップしているカネボウ、そしてルシード、ギャツビーなどのブランドを持ち、男性用化粧品に強いマンダムの前に歯が立たず、販売不振により数年で撤退を余儀なくされている。その後も参入と撤退を繰り返し、2013年には現在の「オッペン オム」を発売。発表初期には数種類もの商品がラインナップされていたが、現在は薬用スカルプシャンプーのみが発売されている。

- オッペンローズシャトー
1977年に豊中市に開設された薔薇の庭園をモチーフにしたテーマパーク。1999年11月をもって、閉鎖されている。現在、吹田市の本社内にある「オッペン・エステティックアカデミー」もこのローズシャトーの敷地内にあった。第5回大阪施設緑化賞（みどりの景観賞）優秀賞を受賞している。

- ハッピーヘルツ
2010年7月8日に設立したハッピーヘルツ。オッペンの100％子会社として、「通販事業」「保険事業」「イベント事業」「SP事業」がある。長寿生活のサイトを同社が運営している。

- マリオジェラテリア
1998年に開業したイタリアンジェラート専門店。2006年11月1日付でレストランの開発・運営・プロデュースを手掛けるスティルフーズより事業譲渡された。2012年2月21日に、オッペンの子会社として株式会社フェディーを設立。同社が運営している。